# Spårbarhet
Spårbarhet innebär att fullständig information för varje steg i en processkedja finns tillgänglig. Det innebär att varje händelse av betydelse i processen är verifierbar och går att härleda.

## Mätteknik
Spårbarhet inom naturvetenskap innebär att mätningar som görs ska kunna spåras tillbaka till definitionen av mätstorheten. Ett mätvärde som inte har någon spårbarhet har inte någon mening och är därmed utan värde. Man följer en spårbarhetskedja som börjar med en internationell normal till en nationell normal, tidigare även benämnd riksnormal eller rikslikare, vidare via en normal som finns på företaget (om det är ett större företag) eller hos det kalibreringslaboratorium man anlitar, ner till det instrument man använder. I standarden ISO/IEC 9000 definieras spårbarhet hos produkter men vad gäller spårbarhet för mätningar hänvisas till dokumentet VIM, som kan beställas hos SIS, där det klart framgår att varje steg i en kalibreringskedja skall vara spårbart och ha en mätosäkerhet angiven samt att den organisation som utför kalibreringen skall ha en bekräftad kompetens mot kraven i standarden ISO/IEC 17025, i praktiken vara ackrediterad av ett internationellt erkänt ackrediteringsorgan.
I Sverige brukar det vara Sveriges Tekniska Forskningsinstitut och Statens strålskyddsinstitut som hanterar dessa riksnormaler vilka används för att kalibrera mätutrustning runt om i landet. Riksnormalerna är alltså i sin tur direkt kalibrerade mot världsnormalerna  för sina respektive mätstorheter, alternativt kan de vara direkta tillämpningar av mätstorhetens definition i Internationella måttenhetssystemet (SI).

## Programvaruutveckling
Inom programvaruutveckling används begreppet spårbarhet för egenskapen att under utvecklingen kunna följa krav både bakåt till intressenternas önskemål och framåt mot mjukvaruartefakter som designdokumentation, källkod, testfall och felrapporter. God spårbarhet ger stöd åt flera utvecklingsaktiviteter som påverkansanalys, utformande av regressionstestsviter och validering av krav. Krav på spårbarhet kan komma från standarder och krävs för vissa certifieringar, ofta inom säkerhetskritisk utveckling. Ett sätt att öka spårbarheten är att upprätthålla en spårbarhetsmatris mellan krav och testfall. Då det ofta är svårt att underhålla matrisen när förändringar sker har det utvecklats olika tekniker för att automatiskt konstruera motsvarande matriser. Användandet av språkteknologi för spårbarhetsåterhämtning är ett aktivt forskningsområde.
Sedan 1980-talet har olika förslag på en definition av spårbarhet presenterats inom programvaruforskningen. Några av de mest etablerade är:
- "Till vilken grad en relation kan etableras mellan två eller flera artefakter inom utvecklingsprocessen, särskilt gällande artefakter med beroenden av typ predecessor-successor eller master-subordinate. Exempelvis till vilken grad krav och design motsvarar utvecklad programvara" [2].
- "Kravspårbarhet syftar till förmågan att följa ett krav, både framåt och bakåt under utvecklingen (det vill säga från dess ursprung, genom dess utveckling och specifikation, till dess efterföljande driftsättning och användning, samt genom underhåll och iterering i samtliga dessa faser" [3].
- "Potentialen att etablera och använda spår" [4]

Den första definitionen, tidigt presenterad av IEEE, uppvisar en väldigt inkluderande formulering. Den andra definitionen å andra sidan lyfter särskilt fram krav, vilket markerar den täta koppling som etablerades mellan spårbarhetsforskning och kravhanteringsforskning under 1990-talet. Enligt en studie av Torkar et al., ett systematiskt översiktsarbete, är detta den mest citerade definitionen av spårbarhet inom programvaruforskning . Den tredje definitionen har sitt ursprung i en bok om spårbarhet som publicerades i januari 2012, till vilken stora delar av gruppen spårbarhetsforskare bidragit. I ett försök att samordna begrepp inom området ägnades ett helt kapitel åt terminologi och definitioner. Den allmänna definitionen av spårbarhet lyfter nu fram potentialen, det vill säga förmågan att skapa spår i programvarusystem. Även Gotel och Finkelsteins definition från 1994 presenteras oförändrad som ett komplement, men specifikt för kravspårbarhet.

## Övriga områden
- Inom IT-säkerhet finns begreppet spårbarhet som en av de faktorer som belyses för att bedöma ett it-systems säkerhetsnivå. Spårbarhet anger möjligheten att följa transaktioner och data.

- Spårbarhet av produkter finns krav på bland annat i standarder med krav på ledningssystem, till exempel ISO 9001. Det innebär att genom exempelvis en produktjournal skall man kunna visa när och var alla ingående komponenter är producerade. För svenska jordbruksprodukter finns Svenskt sigill som kan spåra råvaror i färdig produkt och vilka åtgärder de genomgått, exempelvis växtskydd.